# Eduardo Ximenes
Eduardo Ximenes (Kampfname: Maliex) war ein osttimoresischer Politiker der FRETILIN.
1975 wurde er im ersten Kabinett des am 28. November ausgerufenen Staates Osttimor stellvertretender Gesundheitsminister. Im Kampf gegen die Indonesier, die am 7. Dezember offen mit der Invasion ins Nachbarland begannen, kam Ximenes ums Leben. Postum erhielt er den Ordem Funu Nain und das Regionalkrankenhaus in Baucau erhielt den Namen „Hospital Regional Eduardo Ximenes“.